# Stuart MacBride
Stuart MacBride (* 27. února 1969 Dumbarton) je skotský romanopisec. Studoval architekturu na Heriot-Watt University v Edinburghu. Svůj první román nazvaný Cold Granite publikoval v roce 2005. Vyskytuje se v něm postava detektiva jménem Logan McRae, který se objevil i v jeho dalších knihách. Je autorem i dalších knih, ale tvorba spojená s tímto detektivem převažuje. Za svou tvorbu získal několik ocenění, včetně ceny Barry za kriminální romány.

## Tvorba
Knihy vydané v českém překladu:
- Žulové město (Cold Granite, 2005; česky 2009)
- Smrtící záře (Dying Light, 2006; česky 2013)
- Zjizvená tvář (Broken Skin, 2007; česky 2012)
- Krvavá lázeň (Flesh House, 2008; česky 2013)
- Slepé oko (Blind Eye, 2009; česky 2013)